# Wilbur De Paris

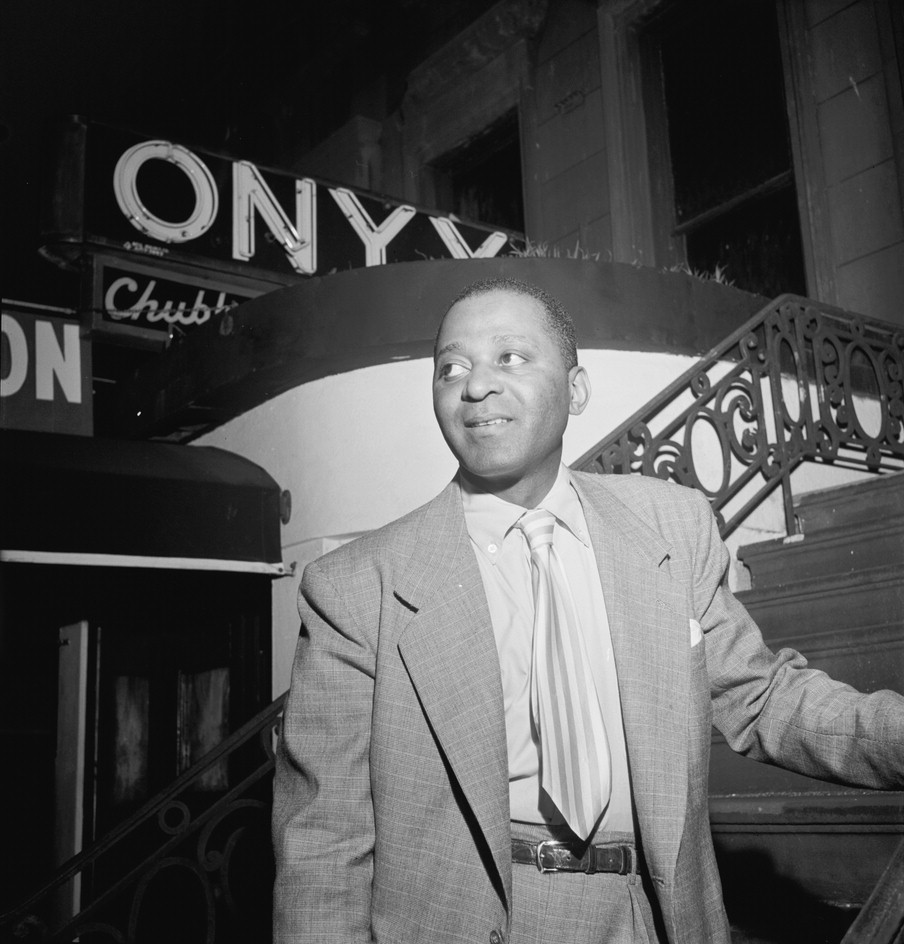
Wilbur De Paris vor dem Onyx, Juli 1947. Foto: William P. Gottlieb

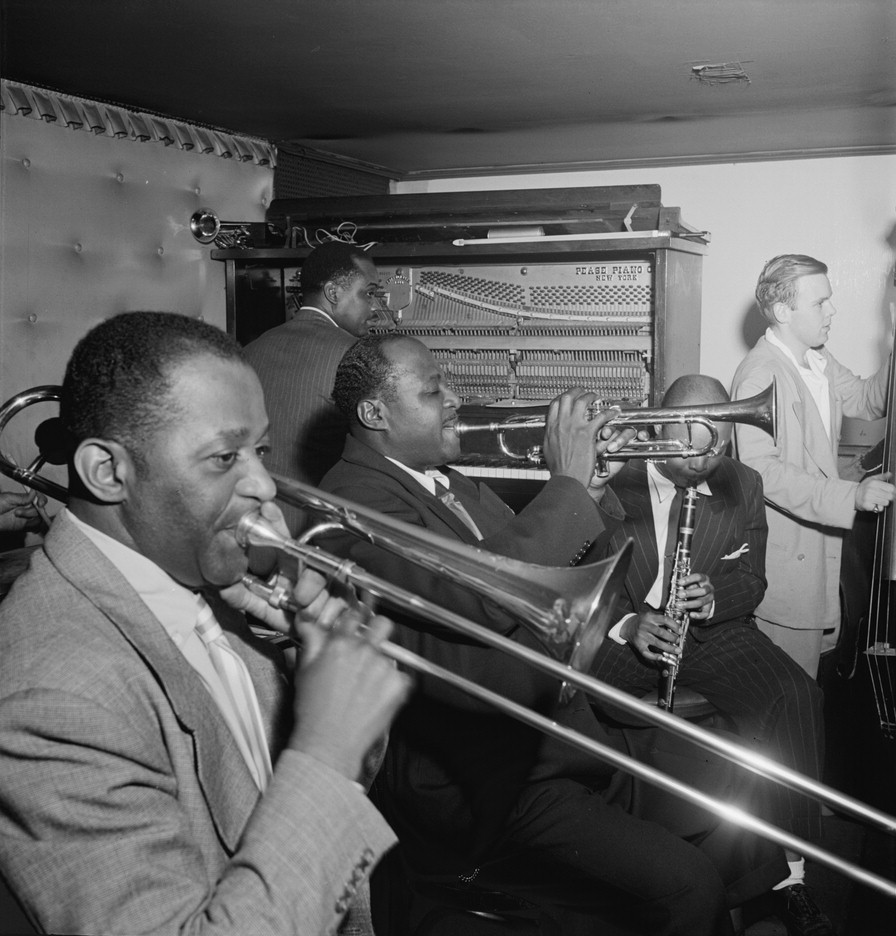
(Von links:) Wilbur De Paris mit Sammy Price (hinten), Sidney De Paris, Eddie Barefield und Charlie Traeger, Jimmy Ryan’s (Club), New York, ca. Juli 1947. Foto: William P. Gottlieb.

Wilbur De Paris (* 11. Januar 1900  in Crawfordsville, Indiana; † 3. Januar 1973 in New York, NY) war ein amerikanischer Jazz-Posaunist, Komponist und Band-Leader des Dixieland-Jazz.

## Leben
Wilbur De Paris lernte mit sieben Jahren Althorn und spielte mit der mit Vaudeville-Shows umherziehenden Band seines Vaters. Anfang der 1920er Jahre spielte er erstmals in New Orleans auf Tour mit „Mack’s Merrymakers“. Anfang der 1920er Jahre spielte er auch bei Stuff Smith und gründete 1925 eine eigene Band in Philadelphia. In den 1930er Jahren spielte er u. a. bei Noble Sissle, mit dem er 1931 erstmals nach Europa ging oder Benny Carter und Teddy Hill, mit dem er 1937 auf Europa-Tournee ging. 1938 bis 1941 spielte er bei Louis Armstrong, den er noch aus New Orleans kannte, und gründete 1943 wieder eine eigene Band, in der sein Trompete spielender Bruder Sidney De Paris mitwirkte. Unter anderem spielte er in den 1940er Jahren mit Ella Fitzgerald und Roy Eldridge und 1945 bis 1947 bei Duke Ellington.
Danach gründete er die „New New Orleans Band“, die den traditionellen Dixieland-Jazz mit Swing-Einflüssen mischte und nach dem Vorbild von Jelly Roll Mortons „Red Hot Peppers“ ausgefeilte Arrangements verwendete. Wilbur De Paris hatte wie sein Bruder mehrfach mit Morton gespielt (und aufgenommen) und holte auch Morton-Musiker wie den Klarinettisten Omer Simeon und den Schlagzeuger Freddie Moore in die Band. Neben seinem Bruder spielte auch häufig Doc Cheatham als Trompeter mit, der im Gegensatz zu Sidney De Paris auf Growl-Effekte an der Trompete verzichtete. Weitere Bandmitglieder waren zeitweise Zutty Singleton am Schlagzeug, Don Kirkpatrick am Klavier und Eddie Gibbs bzw. Lee Blair am Banjo (Blair spielte früher ebenfalls bei Morton). Die „New New Orleans Band“ war in den 1950er Jahren sehr erfolgreich in New York und begannen Ende der 1950er Jahre weltweit auf Tournee zu gehen. 1957 vertraten sie die USA auf der Unabhängigkeitsfeier von Ghana und spielten 1960 beim ersten Jazzfestival in Antibes. Nach dem Tod seines Bruders 1967 trat Wilbur De Paris nur noch gelegentlich auf.
Wilbur de Paris ist Komponist des New Orleans Jazz-Klassikers „The Martinique“.